# 赣州国际港站
赣州国际港站位于江西省赣州市南康区蓉江街道，是京九铁路的一座火车站，等级为四等站，距北京西站1886公里，距常平站429公里，本站及相邻上下行区间均为电气化区段。车站建于1996年，现只办理整车、专用线货运，不办理客运业务。车站设有通往南康区口岸发展有限责任公司的专用线。
本站原名南康站，2020年7月1日起，为了提升与本站以专用线相接的内陆口岸赣州国际陆港的知名度而更名为赣州国际港站。